# Beta2 Sagittarii
Pour les articles homonymes, voir Beta Sagittarii et Arkab.
Désignations
Beta2 Sagittarii (β2 Sagittarii / β2 Sgr, Bêta2 Sagittarii), appelée également Arkab Posterior puisqu'elle suit β1 dans le ciel, est une étoile de la constellation du Sagittaire. C'est une géante de type spectral F2 ayant une magnitude apparente de +4,27. Elle est à 137 années-lumière de la Terre.
Le nom d'Arkab Posterior a été officialisé par l'Union astronomique internationale le 5 octobre 2016.